# Svetokuzamska sinoda
Svetokuzamska sinoda naziv je za sastanak katoličkih svećenika bakarskog dekanata u Svetom Kuzmi kraj Bakra 27. travnja 1917. godine. Tom su prilikom sastavili nepotpisano pismo i uputili ga biskupskom ordinarijatu u Senju.
Glavni organizator bio je Andrija Rački, tadašnji župnik na Sušaku.
Događaj je kasnije nazivan „Svetokuzamska sinoda“.
Pismo je objavljeno 12. svibnja 1917. na naslovnoj strani „Primorskih novina” pod naslovom „Materialne prilike svećenstva u našem Primorju”. Tako su se obratili biskupskom ordinarijatu s molbom kako bi se pronašla sredstva koja bi pomogla nižem svećenstvu. Također u pismu se tražila veća demokratizacija Crkve.
Tadašnji senjsko-modruški biskup Josip Marušić tražio je da potpisnici pisma potpišu izjavu u kojoj se ograđuju od sastanka u Svetom Kuzmi. Većina svećenika to je kasnije i učinila.

### Članci
- Skenderović, Robert. 2007. Andrija Rački i „Svetokuzamska sinoda“ 1917. godine. Riječki teološki časopis. Riječki teološki časopis. Rijeka. 30 (2): 325–336